# Die
 Die  (francés [di]ⓘ, en occitano Diá) es una población y comuna francesa, en la región de Ródano-Alpes, departamento de Drôme. Es la subprefectura del distrito de Die y el chef-lieu del cantón de Die.

## Toponimia
Die (Diá en occitano vivaroalpino) toma su nombre del culto a la diosa voconcia Andarta. Cuando la ciudad de Die, entonces capital de los voconcios bajo el nombre de Dea Andarta, dea que significa «diosa», fue conquistada por los romanos, tomó el nombre de Dea Augusta Vocontiorom (hacia finales del siglo II). Entonces sólo quedó el nombre de Dea y luego Diá, utilizado en el lenguaje cotidiano para designar a la diosa hasta su transposición al nombre francés Die.

## Demografía
| 3546 | 4048 | 4062 | 3992 | 4230 | 4451 |
| Para los censos de 1962 a 1999 la población legal corresponde a la población sin duplicidades (Fuente: INSEE [Consultar]) |      |      |      |      |      |